# Timothy Chandler
Timothy Chandler (født d. 20. marts 1990) er en tysk-amerikansk professionel fodboldspiller, som spiller for Bundesliga-klubben Eintracht Frankfurt.

## Baggrund
Chandler er født i Frankfurt am Main til en tysk mor og en amerikansk far, som var udstationeret som soldat i Vesttyskland.

## Klubkarriere

### 1. FC Nürnberg
Chandler begyndte sin karriere hos sin lokalklub Eintracht Frankfurt, men lykkedes aldrig at spille en kamp for førsteholdet. Han skiftede i 2010 til 1. FC Nürnberg, og gjorde sin debut for Nürnbergs førstehold i januar 2011. Han etablerede sig som fast mand for klubben i 2011-12 sæson, og holdte denne rolle resten af hans tid der.

### Eintracht Frankfurt
Nürnberg rykkede i 2013-14 sæsonen ned, og Chandler skiftede herefter tilbage til sin tidligere klub, da han vendte tilbage til Eintracht Frankfurt i juni 2014.

## Landsholdskarriere
Chandler debuterede for USA's landshold den 17. marts 2011. Han var del af USA's trup til VM 2014.

## Titler
Eintracht Frankfurt
- DFB-Pokal: 1 (2017-18)
- UEFA Europa League: 1 (2021-22)